# Педаний Коста (легат)
Педа́ний Ко́ста (лат. (Publius) Pedanius Costa; умер после 42 года до н. э.) — государственный и военный деятель Древнего Рима эпохи гражданских войн 40-х годов до н. э., легат Марка Юния Брута.

## Происхождение

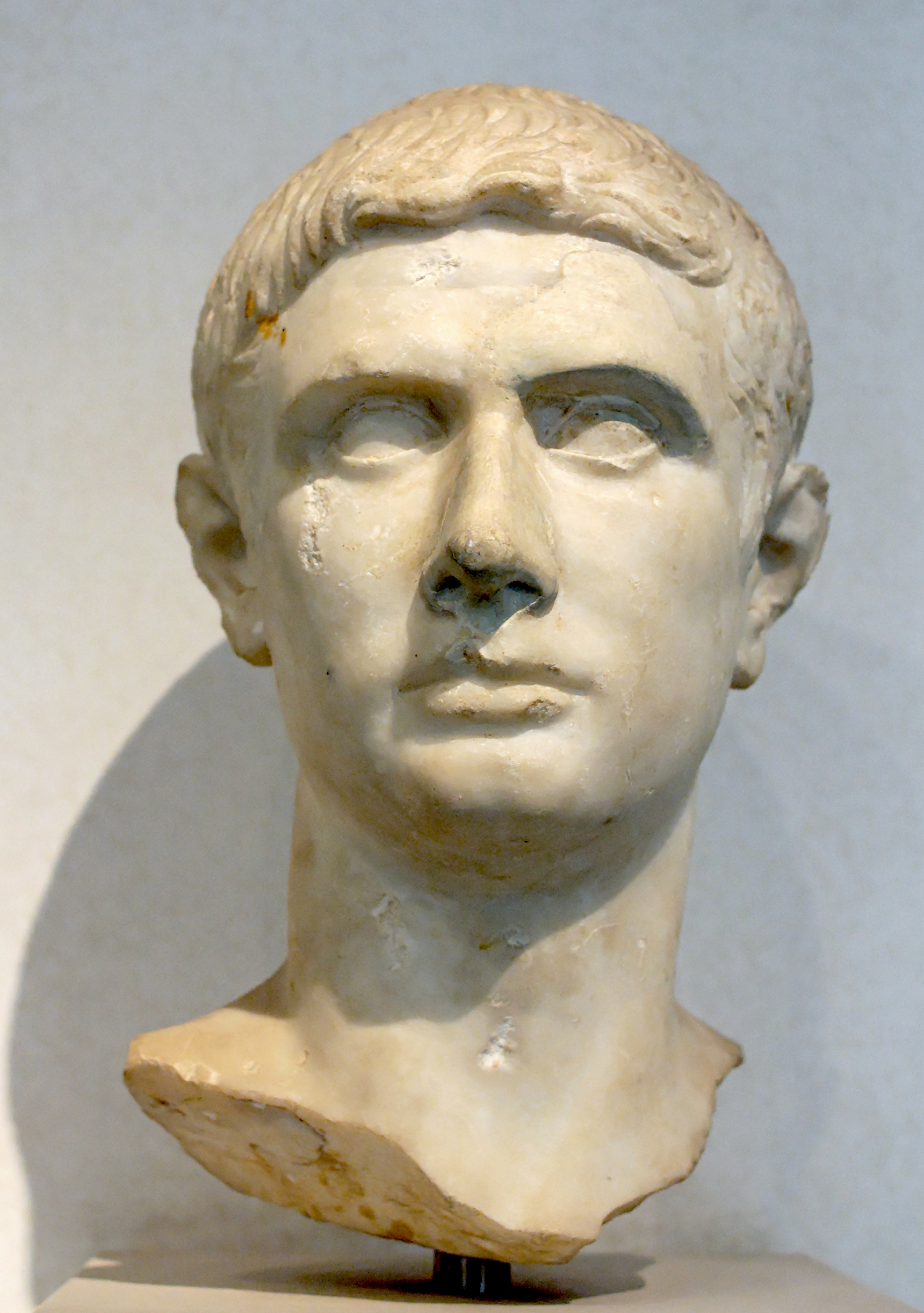
В 43—42 годах до н. э. Коста под началом Марка Юния Брута служил в качестве легата

Коста принадлежал к неименитому плебейскому роду неизвестного происхождения, представители которого начинают упоминаться в источниках только ближе к концу III века до н. э. Первым известным Педанием был центурион 3-го легиона, отличившийся в боях за Капую (212 год до н. э.) в ходе 2-й Пунической войны. 17 ноября 89 года до н. э. датирован декрет действующего консула Гнея Помпея Страбона, руководившего боевыми действиями на севере Италии в ходе Союзнической войны (91—88 годы до н. э.) — конфликта между Римом и италиками, охватившего весь Апеннинский полуостров, о наделении римским гражданством 30 всадников из испанской турмы. В этом документе, помимо прочих, упомянут член совета при консуле Публий Педаний, сын Публия (P. Pedani(us) P. f.), из Эмилиевой трибы. Антиковеды полагают, что речь здесь идёт об отце Косты. К тому же именно участника военного совета немецкий учёный Конрад Цихориус отождествляет с неким Публием Костой, согласно Плутарху, «человеком невежественным и бездарным, но желавшим слыть знатоком законов», которого Марк Туллий Цицерон вызвал свидетелем по одному судебному делу (этот случай датирован промежутком между 81 и 43 годом до н. э.).

## Биография
В источниках когномен «Коста» (Costa) впервые встречается на сохранившемся куске золота и денарии, отчеканенным в одной из восточных провинций и датируемым 43 или 42 годом до н. э., где монетарий фигурирует как легат Марка Брута (последнего, к слову, легенда именует «Императором»). На аверсе денария изображена голова Аполлона в лавровом венке с легендой: COSTA LEG[atus] («Коста, легат»), а реверс монеты содержит трофей, который состоит из панциря, увенчанного шлемом с гребнём, а к рукам приделаны щит и перекрещённые копья. Исходя из этого факта, а также того обстоятельства, что театром военных действий гражданской войны 44—42 годов до н. э. в это время выступали Балканы (куда стекались все проскрипты), французский антиковед Франсуа Инар выдвинул гипотезу, что монетарий тоже был проскрибирован. Более о Косте источники ничего не сообщают.

## Потомки
Около 7 года до н. э. на судебном процессе над последним царём Иудеи Иродом «Великим» одним из председателей собрания был некто Педаний — императорский наместник Сирии. Кроме него в судебной коллегии, сформированной по распоряжению императора, состояли консуляр (бывший консул) Сентий Сатурнин со своими сыновьями-легатами и прокуратор провинции Волумний. Согласно версии Конрада Цихориуса, этот Педаний мог приходиться сыном легату Марка Юния Брута в Македонии и дедом упоминаемому Тацитом Педанию Косте, которого, наряду с преторием Валерием Марином, «обошли консульским званием за то, что тот осмеливался выступать против Нерона и поддерживать Вергиния».